# Nantheuil

Nantheuil este o comună în departamentul Dordogne din sud-vestul Franței. În 2009 avea o populație de 1.047 de locuitori.

## Evoluția populației
| An        | 1975 | 1982 | 1990 | 1999 | 2006  | 2009  |
| --------- | ---- | ---- | ---- | ---- | ----- | ----- |
| Populație | 860  | 921  | 932  | 901  | 1.011 | 1.047 |